# Mariantonia Salomé
María Antonia Salomé Fernández Martínez, también conocida como Mariantonia Salomé, (Pola de Lena, 16 de diciembre de 1934 - Ibídem, 8 de mayo de 2008) fue una pintora y escultora española.

## Trayectoria
Salomé nació en Pola de Lena, en la provincia de Asturias. Se licenció en Bellas Artes por la Escuela Superior de Bellas Artes de Roma en 1960, especializándose en 1976 en museología y comunicación visual en la Universidad de Florencia, título que convalidó en la Facultad de Bellas Artes de la Universidad Complutense de Madrid.
Salomé trabajó la escultura, la pintura y también el mosaico. Empleaba técnicas mixtas, pulverizaciones, esmaltes, pintura al óleo y, principalmente, colores fríos. Comenzó su trayectoria artística en los años 60 con la pintura figurativa aunque no en una forma convencional. En la década de los 70, mientras viajaba por varios lugares de Italia, Francia, América y Japón, Salomé experimentó con otros materiales, transformando su pintura hacia algo más informal y rico en hallazgos expresivos, lo que desembocó en una pintura geometrizante, o como ella misma definía, "estructuración múltiple del espacio", que buscaba expresar el mundo de las galaxias y el universo.
La obra de Salomé se expuso en múltiples ciudades europeas, como Roma, París, Nimes, Madrid, León, Gijón u Oviedo. Además, se encuentra incluida en diversas colecciones de Italia, Francia, Japón, Estados Unidos, Canadá o Brasil. En 1986, Salomé presentó la exposición Obra escogida 1960-1985 en la antigua Caja de Ahorros de Asturias que realizaba un recorrido representativo de su trayectoria hasta la fecha, desde pinturas a partir de manchas difuminadas a piezas escultóricas inspiradas en objetos del día a día. En 1980, participó en la II Bienal de Arte Ciudad de Oviedo junto a otras artistas asturianas, como la pintora Consuelo Vallina y la escultora Ángela García Cuetos.
Colaboró en el grupo artístico Astur-71, impulsado por los escultores Fernando Alba Álvarez, Mariano Navascués y Manuel Arenas y el pintor Alejandro Mieres. También formó parte del grupo juvenil La Strada, junto a otros artistas como Mercedes Gómez Morán, Adolfo Bartolomé García, Jesús Díaz, Zuco o Eduardo Úrculo.
Salomé falleció en Pola de Lena el 8 de mayo de 2008.

## Reconocimientos
A lo largo de su carrera, Salomé recibió varios diplomas y nombramientos de honor de varias ciudades italianas, entre los que se encuentran el Premio Vía Margutta que recibió en Roma en 1959 o la medalla de plata Ciudad de Roma que obtuvo un año más tarde. En 1965 recibió por parte del Ayuntamiento de París el Premio del "Consejo General del Sena". Ese mismo año fue elegida Asturiana del año en pintura por el periódico asturiano La Nueva España.
En 2017, recibió una subvención de la Unesco para realizar labores de restauración de telas, frescos y paneles afectados por las inundaciones de Florencia.